# NiziU
NiziU (ニジュー) é um girl grup de nove membros formado pela parceria entre as gravadora Sony Music e JYP Entertainment. O grupo foi formado através da série de reality shows do Nizi Project em 2020. NiziU é o primeiro grupo japonês da JYP Entertainment.

## História[6]

### 2019-2020:Nizi Project
J.Y. Park realizou uma conferência de imprensa em 7 de fevereiro de 2019, quando anunciou o Projeto Nizi. No evento, ele anunciou sua colaboração com a Sony Music Japan. O tema do projeto era procurar talentos diferentes que atuariam como um grupo "arco-íris". As inscrições para as audições começaram em maio do mesmo ano. As audições reais ocorreram em julho e agosto em oito cidades do Japão, Sapporo, Sendai, Tóquio, Nagoia, Osaka, Hiroshima, Fukuoka e Okinawa, e em duas cidades nos Estados Unidos, Los Angeles e Honolulu. As trainees foram selecionados por meio de audições para um programa de estágio de seis meses. No próprio Projeto Nizi, 12 das 26 trainees foram eliminados, deixando quatorze concorrentes que viajaram para a Coréia para competir.
Nove competidoras foram selecionadas como membros do grupo Niziu em 26 de junho de 2020. Mako, Rio, Maya, Riku, Ayaka, Mayuka, Rima, Miihi e Nina foram escolhidas. Antes de sua estreia em 30 de junho, o grupo lançou seu mini álbum de pré-debut Make You Happy .
O lançamento do seu mini álbum foi um grande sucesso e chamou atenção ao atingir números altos no streaming e vendas. Em seu primeiro dia o álbum teve o total de 72.632 cópias digitais vendidas. A faixa principal "Make You Happy" conquistou mais de 5 milhões de visualizações em seu clipe oficial no YouTube, tendo por volta de 295 milhões de visualizações atualmente. 
No dia 1 de outubro de 2020 o single de estréia "Step and a Step" foi anunciado, seu lançamento ocorreu no dia 1 de dezembro de 2020 junto á um EP contendo 4 faixas, e 3 delas sendo músicas novas.
A música surpreendeu muitos fãs pelo fato de ter um toque maduro e sério. Step and a Step passa uma mensagem calorosa para as pessoas que estão passando por dificuldades em meio á todos os acontecimentos atuais.

### 2020-2021:Take A Picture/ Poppin' Shakin, single digital e primeiro álbum
Após reclamações de fãs sobre o tempo que o grupo passa sem lançar novas músicas, os single duplo "Take A Picture/Poppin' Shakin'" foram lançados pelo grupo. Após alguns teasers foram lançado no dia 7 de abril de 2021 contendo três novas músicas.
No dia 24 de junho de 2021 NiziU anunciou Super Summer, single digital em colaboração com a Coca-Cola. O single foi lançado no dia 7 de julho do mesmo ano.
Super Summer tem um conceito de verão e é descrita como "Uma música de verão que representa 2021"
No dia 7 de setembro de 2021 o grupo anunciou o seu primeiro álbum intitulado "U". O álbum foi lançado no dia 24 de novembro com 12 faixas sendo Chopstick a música título. Além do clipe oficial de Chopstick, o grupo também lançou o vídeo-clipe da música Need U.

### 2022: Asobo, clap clap, primeira turnê solo, apresentação no Tokyo Dome e kyocera dome, single digital blue moon
Em um de abril de 2022, o grupo postou um vídeo misterioso em seu site oficial intitulado "OSOBA".   Um dia após, o grupo anunciou oficialmente seu single digital "ASOBO". O single foi lançado no dia 12 de abril e teve mais de 3,9 milhões de visualizações no YouTube, tendo atualmente mais de 11 milhões. No mesmo ano tiveram sua 1° turnê solo com 16 apresentações em 7 cidades do Japão intitulada niziu live with u 2022 light It up. Os ingressos foram esgotados em 10 minutos após o início das vendas gerais, comprovando sua popularidade. Em novendo/dezembro tiveram sua primeira apresentação no Tokyo Dome e no kyocera Dome Osaka no niziu live with u 2022 light It up. Combinada com a turnê anterior o grupo mobilizou cerca de 330.000 pessoas. Em 14 de dezembro lançaram o single blue moon. Clap clap foi selecionado como premio de excelência no 64th Japan Record award e participou do 73° Kouhaku Uta Gassen pelo terceiro ano consecutivo. 

## Membros
| Nome   | Nome completo                    | Aniversário             | Cidadania      | Investimento no projeto |
| ------ | -------------------------------- | ----------------------- | -------------- | ----------------------- |
| Mako   | Yamaguchi Mako (山口 真 子)      | 4 de abril de 2001      | Japão          | 1 º lugar               |
| Rio    | Hanabashi Rio (花橋 梨 緒)       | 4 de fevereiro de 2002  | Japão          | 4º lugar                |
| Maya   | Katsumura Maya (勝 村 摩耶)      | 8 de abril de 2002      | Japão          | 5º lugar                |
| Riku   | Oe Riku (大江 梨 久)             | 26 de outubro de 2002   | Japão          | 2 º lugar               |
| Ayaka  | Arai Ayaka (香 井 彩 香)         | 20 de junho de 2003     | Japão          | 8º lugar                |
| Mayuka | Ogou Mayuka (小合麻由佳)         | 13 de novembro de 2003  | Japão          | 7º lugar                |
| Rima   | Rima Nakabayashi (中林里茉)      | 26 de março de 2004     | Japão          | 3º lugar                |
| Miihi  | Suzuno Miihi (鈴野未光)          | 12 de agosto de 2004    | Japão          | 6º lugar                |
| Nina   | Nina Makino-Hillman (牧野 仁 菜) | 27 de fevereiro de 2005 | Estados Unidos | 9º lugar                |

## Discografia
- Make You Happy (2020)
- Boom Boom Boom (2020)
- Baby I'm A Star (2020)
- Beyond The Rainbow (2020)
- Step And A Step (2020)
- Joyful (2020)
- Sweet Bomb (2020)
- Poppin Shakin' (2021)
- Take A Picture (2021)
- I AM (2021)
- Supper Summer (2021)
- Chopstick (2021)
- Festa (2021)
- Wonder Dream (2021)
- Twinkle Twinkle (2021)
- 9 Colors (2021)
- Need U (2021)
- Asobo (2022)
- Clap clap (2022)
- Blue moon (2022)
- Already spacial (2022)
- Short trip (2022)
- Paradise (2023)
- Love & like (2023)
- Look at me (2023)
- Raindrops (2023)
- Prism (2023)
- Secret (2023)
- Love yourself (2023)
- Jump (2023)
- ALL right (2023)
- Heartris (2023)
- Lucky star (2023)